# Wolfgang Ehrler
Wolfgang Ehrler (* 1957) ist ein ehemaliger Handballspieler und -trainer.

## Karriere

### Als Spieler
In der Jugend spielte Wolfgang Ehrler für den TuS Oberhausen und wechselte zur SG Köndringen/Teningen, für deren erste Herrenmannschaft er am 13. Oktober 1974 seine ersten Tore warf. Im Jahre 1977 wechselte Ehrler nach dem verpassten Aufstieg in die zweite Bundesliga zum TuS Hofweier in die erste Bundesliga, absolvierte 43 Bundesligaspiele und konnte mit der Mannschaft um Spielern wie Simon Schobel, Arno Ehret, Arnulf Meffle und Armin Emrich 1979 die deutsche Vizemeisterschaft feiern. Da es ihm jedoch an größeren Einsatzzeiten mangelte, kehrte er wieder zur SG Köndringen/Teningen zurück. Am 12. April 1986 gelang der Mannschaft dann der Aufstieg in die zweite Liga. Es folgte jedoch der sofortige Abstieg. Ehrler absolvierte insgesamt 356 Spiele als Spieler für die erste Mannschaft der SG. Sein letztes Spiel war der Sieg im SHV-Pokalfinale gegen den TuS Helmlingen im Jahr 2000. Noch heute ist er in der dritten Mannschaft der SG als Spieler aktiv und schaffte mit der Mannschaft in der Saison 2011/12 den Aufstieg in die Bezirksliga.

### Als Trainer
In der Saison 1991/92 wurde Ehrler erstmals  als Spielertrainer der SG Köndringen/Teningen an der Seite von Adalstein Jonsson engagiert. In den folgenden vier Jahren übte er das Amt ohne die Unterstützung von Adalstein Jonsson aus, ehe er von Roman Kowalczyk beerbt wurde. Zur Saison 1999/00 übernahm Ehrler wieder das Amt des Trainers und übte dieses Amt bis zum 7. Mai 2011 aus. In dieser Zeit stieg er mit der SG Köndringen/Teningen zweimal in die Baden-Württemberg Oberliga ab (1999/2000 und 2001/02) und schaffte jedes Mal den sofortigen Aufstieg. Seit der Saison 2003/04 gelang es ihm, die Mannschaft in der dritthöchsten Spielklasse zu halten. Am 7. Mai 2011 war auf seinen eigenen Wunsch hin, das für ihn letzte Spiel der SG Köndringen/Teningen als Trainer. Nach seiner insgesamt 17-jährigen Tätigkeit als Trainer bei der SG wurde er von Ole Andersen abgelöst. Ehrler trainiert die männliche A-Jugend der SG Köndringen/Teningen mit der ihm in der Saison 2011/12 die Qualifikation zur A-Jugend Handball-Bundesliga 2012/13 gelang. Er konnte mit der Mannschaft die Klasse halten und gab das Traineramt zum Ende der Saison an Volker Schwark ab.

## Erfolge

### Als Spieler
- Deutscher Vizemeister 1979
- Meister Südbadenliga 1981
- Meister Regionalliga 1986

### Als Trainer
- Meister der Baden-Württemberg-Liga 2001
- Südbadischer Pokalsieger: 2000–2006, 2008–2010.